# Kolačno
Kolačno (in ungherese Kalacsna) è un comune della Slovacchia facente parte del distretto di Partizánske, nella regione di Trenčín.